# Alfonso de Paradinas
Alfonso de Paradinas (Paradinas de San Juan, 1395 – Salamanca, 1485) è stato un religioso spagnolo.

## Biografia
È stato copista del Libro de Buen Amor dell'arciprete di Hita. Studiò all'Università di Salamanca, essendo collegiale della Scuola Maggiore di San Bartolomé. Nel 1469 è stato designato vescovo della Città di Rodrigo.

## Opere
- Libro de Buen Amor (c.a 1415)